# 連座
連座（れんざ、連坐とも）とは、刑罰の一種で、罪を犯した本人だけでなく、その家族などに刑罰を及ぼすことである。なお、江戸時代までは家族などの親族に対する連座は縁座（えんざ、縁坐）と呼称され、主従関係やその他特殊な関係にある者に適用される一般の連座とは区別して扱われていた。
民族や国民全体などより広範囲の集団への懲罰を指す集団的懲罰のひとつ。

## 前近代

### 律における縁座と連座
律令制で刑罰を定める律では、犯罪者の親族に刑を及ぼすのを縁座、それ以外の関係者に及ぼすのを連座と呼んで区別した。養老律は謀反、大逆、謀叛の三つの重罪について、縁座をおいた。後に私鋳銭の罪が加わった。いずれも君主と国家に対する犯罪である。連座は、官司の四等官が職務上の罪において連帯責任を負う制度であった。

### 西洋における連座
ローマ帝国では、帝権簒奪を企んだとされる近衛軍将軍セイヤヌスが皇帝ティベリウスにより、一族皆殺しに処された。
自殺を重罪とするキリスト教社会だった中世ヨーロッパでは、自殺者の死体は燃やされたうえで町中を引きずり回された末にごみとして捨てられ、遺族も処罰されていたという。また、魔女狩りにおいて、魔女とされて火刑に処せられた者の子供が群衆の前で鞭打ちされた例もある。

## 近代

### 法的制裁
近代刑法は責任主義をとり、行為者に故意または過失がなければ犯罪は成立しないという原則に立つ。
日本では日本国憲法第31条が「何人も、法律の定める手続によらなければ、その生命もしくは自由を奪はれ、又はその他の刑罰を科せられない。」と定める。
日本では使用人の違反行為について行為者とともにその属する法人をも処罰する両罰規定が設けられているものがあり、これを転嫁罰とみると責任主義と相容れないことになるが、法人処罰規定は転嫁罰ではなく法人に使用人の選任監督についての過失があったものとみて処罰されるものと解されている。
また、日本の公職選挙法は、総括主宰者、出納責任者などの選挙犯罪による公職の候補者などであった者の当選無効及び立候補の禁止を定めている（公職選挙法251条の2）。選挙に立候補した者の親族や秘書が選挙違反を犯した場合、立候補者の当選が無効になる連座制であるが、最高裁は「民主主義の根幹をなす公職選挙の公明かつ適正を確保するという極めて重要な法益を実現するために設けられたものであって、その立法趣旨は合理的である」とし憲法違反ではないとしている。
ソ連などの共産主義国家では、大粛清などの政治的抑圧に伴い、犠牲者の家族が多数逮捕された（NKVD命令 第486号など）。北朝鮮などの非民主国家では、現在でも政治犯などについて連座制が採用されている例もある。韓国における親日反民族行為者財産の国家帰属に関する特別法は主に親日派（日本統治時代における対日協力者）の子孫から財産を没収するもので、連座制の一種と解することができる。

### 国際法における制限
ハーグ陸戦条約第五十条では、連帯責任が認められない個人の行為に対して、金銭その他の罰則を連帯して課すことを禁じている。日本側はこれを「連座罰ヲ科スルコトヲ得ス」と訳した。
ジュネーヴ諸条約の第4条約（戦時における文民の保護に関する1949年8月12日のジュネーヴ条約、Geneva Convention relative to the Protection of Civilian Persons in Time of War of August 12, 1949）第三十三条では、紛争当事者が被保護者（当事国・占領国の国民以外。すなわち、他国・地域の占領下にある人間のことである。）に対して集団罰を科すことを禁じている。

### 社会的制裁
上記のとおり、現代の日本においては法的な犯罪責任は共犯でなければ当然、家族や親戚はいっさい責任はない（ただし、18歳未満の児童が起こした不法行為の法的責任は親権者または未成年後見人も負う義務がある）。重大事件の被疑者、被告人、死刑囚の家族や親戚の個人情報（顔写真、家族構成、本籍地、住所、電話番号、勤務先、通学先など）がSNSやネット掲示板、まとめサイトなどを通じて個人の手により漏えいし、社会的に非難され、進学、就職、結婚が白紙されたり、執拗かつ陰湿ないじめや嫌がらせを受けたり、一家離散、離婚、解雇、退学、自殺、破産、倒産に追い込まれてしまうことも危惧され、このような行為には重大な責任が伴う。被害者およびその遺族や社会一般への謝罪を要求される。
インターネット上で重大事件の被疑者、被告人、死刑囚の家族や親戚の個人情報などを流布した場合、たとえ匿名の発信であっても発信者情報開示請求により身元を特定され、名誉毀損罪、業務妨害罪、プライバシー、人格権の侵害などを理由に責任（刑事上や民事上）の法的責任を追及されうるため、自制が求められる。